# Luoghi immaginari di PK
Elenco delle ambientazioni presenti nelle serie a fumetti di PK e DoubleDuck con protagonista Paperinik, pubblicate dalla Disney Italia.

## Luoghi di Paperopoli

### 00 Channel
00 Channel è un'emittente televisiva; il network - spesso chiamato Canale 00 o Canale doppio zero nei dialoghi tra i personaggi - è il più importante di Paperopoli. È conosciuto fondamentalmente per il suo notiziario (chiamato 00 News) e per la soap opera Patemi. Il luogo si fa paragoni al Daily Bugle di J. Jonah Jameson (Marvel Comics) e al Daily Planet di Perry White (DC Comics).

### Century Ltd.
La Century Ltd. (o semplicemente Century) è un'immaginaria fabbrica abbandonata che appare nelle serie a fumetti PK² e PK - Pikappa. Si trova alla periferia di Paperopoli e appartiene a Lyonard D'Aq. Esiste da talmente tanto tempo che era già in rovina ai tempi in cui paperino era piccolo, come viene da lui detto in PK², in cui viene anche utilizzata da alcuni malviventi come "parcheggio" dei loro mezzi rubati.

### Ducklair Tower
La Ducklair Tower è un grattacielo di 150 piani, almeno ufficialmente. Infatti l'edificio, costruito dal genio miliardario Everett Ducklair, nasconde un ulteriore piano in superficie e numerosi piani sotterranei. Il 151º piano è sede dell'intelligenza artificiale Uno, compagna d'avventura di PK, si può trasformare in un'astronave. È accessibile da numerose entrate segrete poste per esempio nelle fogne, in dei silos per l'acqua sui tetti dei palazzi circostanti o nei tubi di scarico dell'astronave. I livelli sotterranei sono utilizzati come laboratori segreti, magazzini, ma soprattutto come parcheggi per i supermezzi di PK. Non vengono mai esplorati completamente dall'eroe mascherato. Il nome della torre è ispirata a quella della Wayne Tower di Batman o addirittura a quella della Stark Tower di Iron Man.

### Duckmall Center
Il Duckmall Center è un immaginario centro commerciale che appare nelle serie a fumetti di PK. Si trova a Paperopoli, e nella serie PKNA ha un ruolo marginale: fa la sua prima apparizione con questo nome solo in PKNA #14, nonostante anche in PKNA #13 appaia un centro commerciale simile chiamato però "Commercial Duckburg Center". L'edificio acquista invece maggiore importanza in PK², in quanto sede di lavoro per Paperino. Molti dei protagonisti di PK² lavorano al Duckmall: tra gli altri, troviamo, per esempio, i colleghi di Paperino: Mortimer Bloom, Rupert Potomac, la commessa Stella Nice, Tempest Gale e Fitzroy. La mascotte del Duckmall è un tondo pulcino rosa di nome Waldo, e il suo slogan è: "Se non c'è al Duckmall, non esiste".

### Quacktico
Quacktico è un quartiere immaginario che appare nella serie a fumetti PK - Paperinik New Adventures. Appare per la prima volta in PKNA Speciale 97. Sede dell'ente fittizio PBI, si trova alla periferia di Paperopoli e il suo nome è un'evidente parodia di Quantico (Virginia) (sede dell'FBI).

### Papersera
Il Papersera è un giornale stampato e venduto a Paperopoli; per estensione, il nome indica anche il palazzo che ne è sede, situato nel centro di Paperopoli; tanto il palazzo quanto il giornale appartengono a Paperon de' Paperoni, e qui lavorano spesso Paperino e Paperoga, e più raramente Paperina, o magari anche Angus Fangus. Ideato negli Stati Uniti, compare in parecchie storie scritte in America ma anche in Italia e in Brasile.

## Altri luoghi sul pianeta Terra

### Bravestone
Bravestone è una cittadina immaginaria che appare nella serie a fumetti PK - Paperinik New Adventures. Si trova alla periferia di Paperopoli e viene attaccata dagli Evroniani in PKNA #13.

### Dhasam-Bul
Dhasam-Bul è un monastero immaginario che appare nella serie a fumetti di PK: PK - Paperinik New Adventures e PK - Nuova era. Appare per la prima volta in una vignetta di PKNA #0, ma il nome viene rivelato solo in PKNA #2. È l'eremo dove si è rifugiato Everett Ducklair. Appare di rado nelle avventure di Paperinik, mentre ha un ruolo centrale nella miniserie Lo zen e la fisica dei quanti.

### Cape Dominion
Cape Dominion è un luogo immaginario della Nuova Zelanda che appare nella serie a fumetti PK - Paperinik New Adventures, dove viene attaccata dagli evroniani.

### Dipartimento 51
Il Dipartimento 51, o Dept.51, è un'immaginaria sezione dell'esercito degli Stati Uniti d'America che appare nella serie a fumetti di PK. Il termine identifica anche la base segreta sotterranea sede del dipartimento. Comandata inizialmente da Abraham Lincoln Wisecube, poi da Clint E. Westcock, viene nominata per la prima volta in PKNA #6, ma Paperinik la esplora solo in PKNA #29. Il nome della base è ispirato alla celebre Area 51, mentre la sua forma ricorda l'inferno dantesco (ma anche la base sotterranea dell'anime Neon Genesis Evangelion, a sua volta dichiaratamente ispirata all'Inferno). Nella migliore tradizione complottista, nella base sono sepolti segreti inconfessabili e strumenti tecnologici futuribili che i militari tengono nascosti al mondo intero. Addirittura, secondo le informazioni di Uno, al livello più profondo della base (il n. 72) si trova una zona segreta nella quale nemmeno il Presidente può entrare.

### Principato di Stahlburg
Principato di Stahlburg è un immaginario stato europeo che appare nella serie a fumetti PK - Paperinik New Adventures. Paperinik lo visita in PKNA #25. Presenta molti punti in comune con Latveria, immaginario stato che appare nei fumetti Marvel Comics.

### Port Whale
Port Whale è un'immaginaria cittadina sul mare situata tra la Nuova Zelanda e l'Australia che appare nella serie a fumetti PK - Paperinik New Adventures. Appare per la prima e unica volta in PKNA #42.

### Repubblica di Belgravia
La Repubblica di Belgravia è un immaginario stato europeo situato nel Mar Baltico, corrispondente all'isola del Gotland, nella realtà appartenente alla Svezia. Appare nei fumetti Disney di PK - Paperinik New Adventures e DoubleDuck; se ne parla per la prima volta in PKNA #21, ma Paperinik la visita per la prima volta solo in PKNA #45. L'isola è retta da un governo oppressivo e ultramilitarista, spesso impegnato in missioni di spionaggio inerenti agli Stati Uniti in generale e a Paperopoli in particolare. È una repubblica retta dal presidente Nestor Grimka, e successivamente dal figlio, Grigorij, anche se il vero potere è nelle mani del trafficante d'armi Oberon De Spair. Alla prima apparizione della Repubblica di Belgravia nella saga di DoubleDuck, in Codice Olimpo, il papero afferma sovrappensiero di averla già affrontata in passato, a segnalare l'appartenenza della saga di spionaggio allo stesso universo narrativo di PK, poi definitivamente marcata con la storia PK vs DD - Timecrime.

### Universo pentadimensionale
L'universo pentadimensionale di Everett Ducklair (chiamato anche "La prigione di Moldrock" o "Pentadimensione") è una dimensione parallela collegata a noi tramite la Ducklair Tower che appare nella serie a fumetti PK - Nuova era. Si veda PKNE #3 e PKNE #5. Creata dagli scienziati del pianeta Corona, serve a rinchiudere il perfido Moldrock e l'Orda e a conservare la Ducklair Tower nel caso che qualcuno attivi il Protocollo Omega.

## Altri pianeti

### Armadha
Armadha è un pianeta immaginario che appare nella serie a fumetti PK². Ha un ambiente molto inospitale, infatti vi si trovano due deserti di ghiaccio e due deserti di fuoco, e l'atmosfera è mantenuta artificialmente grazie a delle fabbriche d'aria. L'economia è basata sull'esportazione di mercenari, che costituiscono l'unica risorsa del luogo. La maggior parte della popolazione e delle infrastrutture si trova nella Darkstep Valley, unico polo tecnologico del pianeta, dove vengono prodotte e vendute (a prezzi esorbitanti) armi di ogni genere, impiegate dai mercenari di Armadha nei loro combattimenti. Da questo pianeta provengono il Colonnello Neopard e la sua fidanzata Dama Elenthari Lleyr Dalagh, in arte Capitana Alyonesse, oltre al sergente Q'wynkennon, fedele robot al servizio di Neopard.

### Corona
Corona è un pianeta immaginario che appare nella serie a fumetti di PK. Possiede cinque satelliti naturali, Nexor, Rigah, Leerah, Juniper e Korinna, e due artificiali, noti come Stazione Orbitante JK-1 e Stazione Orbitante JK-2. È raffigurato come un corpo celeste azzurro, mentre le sue lune sono di colori diversi: Juniper e Korinna sono rosse, Leerah è viola, Rigah è gialla e Nexor è verde chiaro. Qui scienza e natura hanno raggiunto l'equilibrio ideale, e tecnologia ed ecologia convivono in perfetta simbiosi, ma per raggiungere questo straordinario traguardo il popolo coroniano ha dovuto sacrificare le emozioni e i desideri del singolo individuo a favore della collettività, mediante un governo rigido e severissimo formato solo da individui di sesso femminile. Ogni abitante di Corona, infatti, ha poteri psichici più o meno sviluppati, ma le donne ne possiedono in misura nettamente maggiore e quindi sono più adatte a governare. Il governo ha sede nel palazzo dell'Alta Corte, alto centocinquantuno piani, all'ultimo dei quali si trova la Camera delle Delibere, il cui ingresso è regolato da uno scanner cerebrale che identifica i tracciati mentali degli eletti al rango di governatori, e attiva il teletrasporto collegato con l'interno, in modo da permettere l'accesso solo alle persone autorizzate. Durante gli eventi narrati nella seconda saga di PK, al governo di Corona c'è la regina Artana VI. È il pianeta d'origine di Everett Ducklair, Korinna Ducklair e Juniper Ducklair, nonché della loro madre Serifa, parlamentare rimasta su Corona durante le vicende di PK². Viene anche nominato in PK - Pikappa come pianeta d'origine dell'aliena Juniper, di cui non vengono però meglio specificati i legami parentali. Nella nuova serie PK - Nuova era, si scopre che era governato anche sul pianeta dall'ex tiranno Moldrock, vecchio nemico di Everett.

### Khoros
Khoros è un arido pianeta desertico con una popolazione nomade, prevalsa su quella che una volta era prosperata in una confederazione di città stato, che basano le loro abilità prevalentemente sulla forza fisica. I Tetramand sono giganti paragonati alla maggior parte delle specie, essendo alti mediamente tre metri. Nell'arido deserto del loro pianeta natale sopravvivono i più forti, trasformando così la razza dei Tetramand in creature fisicamente energiche, ma anche i loro predatori hanno sviluppato più di un arto per potere sopravvivere. Avendo quattro braccia, quattro occhi, pelle corazzata e una muscolatura estremamente possente, i Tetramand trovano raramente competizione per quanto riguarda la forza bruta. La loro forza è tale che possono creare delle onde d'urto semplicemente colpendo il terreno o sbattendo tutte le mani insieme (quest'ultimo attacco è chiamato "Grande Smack"). Le loro gambe muscolose gli permettono anche di saltare numerosi blocchi cittadini alla volta (un po' come il supereroe della Marvel Hulk). Viene rivelato in PKNE #4 che le femmine Tetramand sono più forti dei maschi, tuttavia PK è riuscito a battere con relativa facilità la principessa Looma, che era straordinariamente forte anche per una femmina Tetramand, nonostante lui fosse solo un papero. Lei stessa ha dichiarato che PK sia l'unico in tutta la galassia ad averla battuta. Si vede in PK 006.

### Dundain
Dundain è un pianeta immaginario che appare nella serie a fumetti PK - Pikappa. Si veda PK 006.

### En'tomek
En'tomek è un pianeta immaginario che appare nella serie a fumetti PK - Nuova era. Si veda PKNE #5 e nella storia Makemake su Topolino Fuoriserie. La loro tipica esclamazione contro i nemici e le vittime era "La resistenza è inutile.", una frase molto simile ai Borg (personaggi cattivi della famosa serie fantascientifica Star Trek).

### Evron
Evron (pronuncia évro[n]): Planetoide artificiale mobile evroniano, è sia un personaggio che un pianeta; il pianeta è governato dall'imperatore Evron che generò la stirpe per sporulazione, nutrendosi di ogni altra forma di vita del pianeta fino a portarle all'estinzione. Esaurite le risorse dal pianeta, gli Evroniani furono costretti a colonizzare altri pianeti. viene visitato da PK solo in PK - Paperinik New Adventures. Curiosità: nella ministoria "Il giudizio", su PK - Pikappa, l'eroe mascherato viene costretto a fare da arbitro a un combattimento tra Gorthan e un altro generale

### Pozzo
Il Pozzo è un pianeta immaginario che appare nella serie a fumetti PK - Paperinik New Adventures, PK - Pikappa e PK - Nuova era. È un planetoide artificiale utilizzato come carcere dagli Evroniani: lì sono rinchiusi i più pericolosi criminali e mutanti che hanno osato opporsi all'Impero Evroniano (in questo senso ricorda molto il pianeta Kessel di Guerre stellari, o il pianeta Minaris di Topolino e i Signori della Galassia, a sua volta ispirato a Kessel, o ancora il planetoide Rura-Penthe, prigione dell'impero Klingon). È comandato dal controllore Raknar. Secondo Rankar, il nome "Pozzo" sarebbe stato inventato proprio dai prigionieri. Raknar ne spiega il motivo al capo-branca Gorthan: "Nessuno può uscirne da solo. Ma può capitare di venire tirati su... se l'Impero ha un lavoro troppo sporco. O troppo pericoloso.". Per sedare rivolte o reprimere attacchi, i guardiani evroniani adoperano un elaborato macchinario chiamato "il Castigatore", che appare in PKNA #10.

### Ergon
Ergon: Gli Ergoniani sono un'immaginaria razza extraterrestre che appare nella serie a fumetti PK - Paperinik New Adventures. Del loro pianeta d'origine non si sa niente, neanche il nome preciso (gli appassionati nelle loro fanfiction lo chiamano Ergon), tranne il fatto che si trova nello stesso sistema planetario di Evron. L'unico ergoniano che appare nella serie è Tarkoz (in PKNA #25).

### Soma-syntex
Soma-syntex è un pianeta immaginario che appare nella serie a fumetti PK - Paperinik New Adventures.

### Valium
Valium è un pianeta immaginario che appare nella serie a fumetti PK - Paperinik New Adventures.

### Xerba
Xerba è pianeta orbitante intorno a una cefeide azzurra, la cui civiltà era principalmente basata sullo studio di ogni forma di scienza. Non ne conosciamo le caratteristiche fisiche, che comunque si suppone siano molto simili a quelle della Terra. Il centro urbano più importante è la città di Xaletra. Gli Xerbiani strinsero un accordo con il malvagio Impero Evroniano e permisero loro l'atterraggio. Ingannandoli, gli Evroniani distrussero il pianeta e coolflamizzarono tutti gli abitanti, tranne alcuni che riuscirono a fuggire a bordo di tre navi interstellari: la Xabra, la Xenia e la Antra. Una parte di colpa nell'invasione fu dalla dottoressa Xado, alias Xadhoom, che faceva parte del consiglio di governo xerbiano. Assorbita dai suoi esperimenti non si preoccupò di disporre una difesa preventiva. In PKNA ha una -per così dire- personale sottotrama arricchita dal personaggio di Xadhoom, che vuol dire creditore. Già, creditore, perché prima di mutare -in seguito ad un esperimento- la xerbiana in questione era la dottoressa Xado, ovvero colei che spinse gli xerbiani ad accogliere gli evroniani, considerandoli, seppur erroneamente, un popolo pacifico. In PK, invece, viene solo citato.